# Wrathchild
I Wrathchild sono un gruppo musicale hard & heavy formato nel 1980 a Evesham, Regno Unito.
Furono tra i primi gruppi glam metal: si formarono un anno prima dei Mötley Crüe, ma dovettero aspettare alcuni anni prima di pubblicare un album vero e proprio, né riuscirono mai a riscuotere lo stesso successo commerciale.

## Storia
I Wrathchild si formarono nel 1980 composti da Rocky Shades (Robert Berkeley) alla voce, Marc Angel al basso, Phil "Wrathchild" Vokins alla chitarra, e il membro della band NWOBHM dei Grim Reaper Brian "Thunderburst" Parry alla batteria. Nel Regno Unito la band si fece notare in diversi pub del Regno Unito grazie alle loro posizioni DIY, oltre che per l'immagine provocatoria.
Il gruppo presto arruolò due nuovi membri dalla band "Medusa", ovvero il chitarrista Lance Rocket (Lance Perkins), e il nuovo batterista Eddie Starr (Edward Smith). Dopo la realizzazione di alcuni demo tra cui Mascara Massacre (1982), la band fu contattata dalla Bullet Records, che diede loro la possibilità di produrre del materiale. Con questa etichetta, pubblicarono il loro primo lavoro ufficiale, un EP chiamato "Stackheel Strutt" (1983). L'anno seguente, i Wrathchild pubblicarono il loro primo full-length chiamato Stakk Attak (1984), nel quale era presente la cover di Gary Glitter, "Alrite with the Boys". Lo stesso anno, la band suonò da spalla ai W.A.S.P. nel loro tour britannico.
Sfortunatamente, d'improvviso sorsero dei problemi contrattuali con la loro etichetta, la Heavy Metal Records. La RCA tentò invano di farli passare sotto la loro gestione, ma senza risultati positivi. Nel 1986 seguì la pubblicazione di una compilation di videoclip chiamata "War Machine". Dopo aver finalmente risolto la disputa con la Heavy Metal Records, riuscirono a pubblicare il loro secondo album, The Biz Suxx, (1988). Venne anche prodotto un videoclip del singolo  Nukklear Rokket, che fu diretto da Bruce Dickinson degli Iron Maiden. Nel 1989 fecero causa a una band statunitense che aveva lo stesso nome. Vinsero la causa, costringendo la band statunitense a cambiare il proprio nome, adottando quello di Wrathchild America.
Il loro terzo album Delirium venne realizzato l'anno successivo, con la collaborazione del cantante dei Grim Reaper Steve Grimmet. Poco dopo la band annunciò lo scioglimento.
Nel 2005 viene pubblicato il DVD da 60 minuti Live in London, tratto da un concerto nel 1984 al Camden Palace Theatre di Londra, che include diversi brani del debut come Sweet Surrender e Too Wild to Tame.

## Formazione

### Originale
- Rocky Shades - voce
- Marc Angel - basso
- Phil "Wrathchild" Vokins - chitarra
- Brian "Thunderburst" Parry - batteria (Grim Reaper)

### Altri membri
- Lance Rocket - chitarra
- Eddie Star - batteria

## Discografia
Album in studio
- 1984 - Stakk Attak
- 1988 -  The Biz Suxx
- 1989 - Delirium

EP
- 1982 - Mascara Massacre
- 1982 - Do You Want My Love?
- 1983 - Stackheel Strutt
- 1984 - Alrite With The Boyz
- 1984 - Stakk Attakk

Compilation
- 1985 - Trash Queens

## Videografia
- 1986 -War Machine
- 2005 - Live in London